# Mindfulness
 Denne artikel bør gennemlæses af en person med fagkendskab for at sikre den faglige korrekthed.

Mindfulness er en kognitiv terapi med udgangspunkt i buddhisme og yoga, hvor man retter sin opmærksomhed mod det man foretager sig i det nuværende øjeblik og skubber tanker, vurderinger og følelser i baggrunden, ved hjælp af meditation, yoga og øvelser der skærper opmærksomheden. Begrebet stammer fra den zen-buddhistiske sati-praksis, og terapien baserer sig også på tibetansk meditationsteknik. Fælles for de mange forskellige måder, hvorpå mindfulness opfattes og praktiseres, er den buddhistiske forestilling om at fortid, nutid og fremtid opstår og forsvinder som sanseindtryk og foreteelser i øjeblikket. Blandt dem som har bidraget til at udbrede mindfulness i den vestlige verden kan nævnes Thích Nhất Hạnh, Herbert Benson, Jon Kabat-Zinn, Richard J. Davidson, Sam Harris og Eckhart Tolle.
Inden for klinisk psykologi og psykiatri er der siden 1970-erne baseret på mindfulness udviklet en række terapi-metoder til afhjælpning af psykiske lidelser såsom depression, stress, angst, samt i behandling af afhængighed. Sådanne metoder er bl.a. blevet brugt på skoler, i fængsler, på hospitaler og blandt krigsveteraner, samt inden for ældres sundhed, afhjælpning af overvægt, træning af atleter, hjælp til børn med særlige behov, og ved fødsler.
Kliniske studier har dokumenteret gode såvel fysiske som psykiske virkninger af mindfulness hos forskellige patientgrupper, men også hos raske voksne og børn. Forskning viser en positiv sammenhæng mellem en opøvet praksis med mindfulness og psykisk sundhed. Det at praktisere mindfulness synes at have gavnlig terapeutisk virkning for folk med psykiske lidelser, til en vis grad også for dem med psykoser. Man har også fundet, at grublerier og bekymring kan fremkalde en række psykiske forstyrrelser, og at mindfulness-terapi kan hæve en persons grundlæggende mindfulness-niveau og nedtone både grublerier og bekymring. Desuden kan det at praktisere mindfulness modvirke, at psykiske problemer forværres.
Også en persons fysiske sundhed kan påvirkes, hvis man dyrker mindfulness. Fx kan en vane med at gruble over ting aktivere en persons sympatiske nervesystem og hypothalamus i en grad, så det kommer til udtryk som kliniske ændringer i vedkommendes fysiske tilstand. Mindfulness-meditation kan dæmpe grublerierne og således påvirke den fysiske tilstand i positiv retning, også hvad angår immunforsvar og risikoen for inflammation  og kronisk sygdom.  Det lader også til, at det at dyrke mindfulness sænker aktiviteten i hjernens hvilenetværk, hvilket mindsker risikoen for, at man udvikler demens og Alzheimers sygdom.
Der er fremsat kritik af den måde, mindfulness-begrebet er blevet kommercialiseret og markedført inden for sundhedsområdet. Desuden har man efterlyst flere og bedre metoder til eftervisning af virkningerne af mindfulness-behandling.

## Metodik

### Ifølge Fjorback
Mindfulness er at lære at bære lidelse.
Ifølge Lone Overby Fjorback, psykiater og ph.d. i mindfulness, "bliver mange ting kaldt for "Mindfulness" og der ligger mange forskellige betydninger i begrebet". "Mindfulness har en plads i behandlingessystemet, men behandlingen skal være alvorlig funderet og man skal vide, hvad man snakker om."
Mindfulness bliver bl.a. benyttet i behandlingstilbud til voldsudøvende mænd.[kilde mangler]
Et centralt punkt i mindfulness er evnen til nærvær og fuld opmærksomhed på det, der er lige nu. Tilstedeværelse med alle sanser vågne. Følelser og tanker opleves som de er men vurderes ikke, de observeres blot, hvilket giver en selv et indblik i, hvorledes man selv er. At se på egne tankemønstre og derved få et billede af, hvordan man reagerer på bl.a. stress og pres. Bevidsthed om sig selv og sine reaktioner giver mulighed for objektivt at forholde sig hvad der end måtte opstå i nuet, derved opøver man en evne til at agere i stedet for at reagere.[kilde mangler]
Mindfulness trænes ved meditation, yoga og opmærksomhedsøvelser.[kilde mangler]

### Sober curious
I begyndelsen af 2020’erne bredte sig en tendens i den vestlige verden, kaldet sober curious, med i sociale sammenhænge at afholde sig fra at drikke alkohol, sådan at man gennem ædruelighed bedre kan dyrke nærvær og tilstedeværelse, fordi ens sanseapparat ikke sløves af alkoholen.

## Supplerende litteratur
- Fjorback, Lone Overby. (2011) Mindfulness. PsykiatriFondens Forlag. ISBN 9788790420741.
- Jakobsen, J. og Solhaug, I. (2009) Kunsten at tie - Kierkegaard, mindfulness og selvudviklingskulturenSemikolon. Tidsskrift For Idehistorie, Semiotik og Filosofi: årg. 9, nr. 17, 2009